# Bürgermeister-Müller-Museum
Le Bürgermeister-Müller-Museum est un musée situé à Solnhofen en Bavière, qui se spécialise sur les fossiles et l'histoire géologique. Il est situé dans la mairie au n° 8 de la Bahnhofsstraße. On peut y voir trois fossiles d'Archaeopteryx et des fossiles de ptérodactyles, les premiers reptiles volants découverts. Ces spécimens fossiles proviennent des carrières proches du calcaire lithographique de Solnhofen daté du Jurassique supérieur. En outre, le musée contient un département de lithographie.

## Historique
La collection du musée a été créée comme une collection privée du maire Friedrich Müller en 1954.
Depuis 1968 la collection se trouve dans le bâtiment actuel qui a été rénové complètement de 2013 à 2014.